# Alejandra Márquez Abella

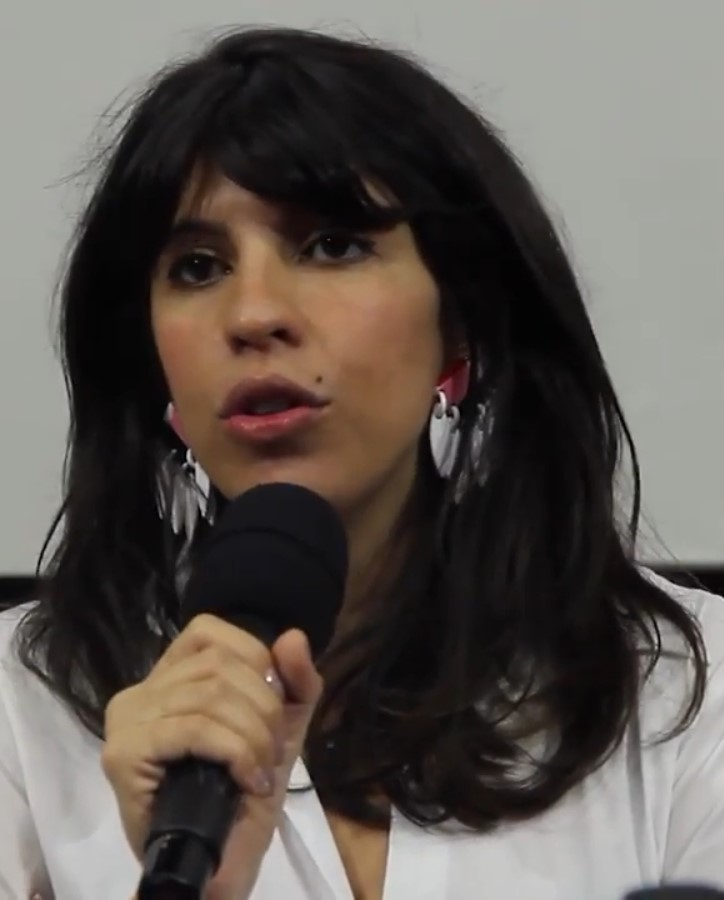
Alejandra Márquez Abella

Alejandra Márquez Abella (* 1982 in San Luis Potosí) ist eine mexikanische Filmregisseurin und Drehbuchautorin.

## Leben
Alejandra Márquez Abella wurde 1982 im mexikanischen San Luis Potosí geboren und studierte Film am Centre d’Estudis Cinematogràfics de Catalunya in Barcelona. Ihr Langfilmdebüt Semana Santa mit David Thornton und Tenoch Huerta in den Hauptrollen feierte im September 2015 beim Toronto International Film Festival seine Premiere. Ihr zweiter Spielfilm Las niñas bien wurde drei Jahre später in Toronto uraufgeführt und war in 14 Kategorien für den mexikanischen Filmpreis Ariel nominiert, Márquez Abella selbst in drei Kategorien. In diesem Film porträtierte sie die elitäre und rassistische mexikanische Gesellschaft der 1980er Jahre aus der weiblichen Sicht. Ihr auf wahren Begebenheiten basierender, dritter abendfüllender Spielfilm El norte sobre el vacío soll im Februar 2022 bei den Filmfestspielen in Berlin seine Premiere feiern, wo er in der Sektion Panorama gezeigt wurde.
Márquez Abella arbeitet auch für das Fernsehen und führte unter anderem bei zwei Folgen der US-amerikanischen Krimi- und Historien-Dramaserie Narcos: Mexico Regie.

## Filmografie
- 2015: Semana Santa
- 2018: Las niñas bien
- 2019: The Performers, Act III, Daniela Vega (Kurzfilm)
- 2021: Narcos: Mexico (Fernsehserie, 2 Folgen)
- 2022: El norte sobre el vacío
- 2023: Der Griff nach den Sternen (A Million Miles Away)

## Auszeichnungen
Festival Internacional de Cine de Morelia
- 2022: Auszeichnung als Bester Spielfilm (El norte sobre el vacío)
- 2022: Auszeichnung für das Beste Drehbuch (El norte sobre el vacío)[5]

Internationale Filmfestspiele Berlin
- 2022: Nominierung für den Panorama-Publikumspreis (El norte sobre el vacío)

Palm Springs International Film Festival
- 2019: Aufnahme in die Liste der "Directors to Watch" (Las niñas bien)
- 2019: Nominierung für den Ricky Jay Magic of Cinema Award (Las niñas bien)[6]

Premio Ariel
- 2019: Nominierung als Bester Film (Las niñas bien)
- 2019: Nominierung für die Beste Regie (Las niñas bien)
- 2019: Nominierung für das Beste Drehbuch (Las niñas bien)

Toronto International Film Festival
- 2018: Nominierung für den Platform Prize (Las niñas bien)